# 生田勉
生田 勉（いくた つとむ、1912年2月20日 - 1980年8月4日）は、日本の建築家・建築学者。東京大学名誉教授。木造の温かみを生かした住宅・山荘作品に独自の境地を開いた。また、アメリカの文明批評家であるルイス・マンフォードの著作の紹介者としても知られる。

## 来歴
北海道小樽市生まれ。旧制第一高等学校から、1939年東京帝国大学工学部建築学科卒。一高同期に立原道造、大学の一期上に丹下健三・浜口隆一がいる。特に立原とは深く交わった。また、ル・コルビュジエの作品・思想に強い影響を受けた。
その後逓信省営繕課勤務を経て、1944年旧制一高教授。その後東大教養学部助教授となり、1961年教授、1972年定年退官。
1951年、ノースカロライナ大学客員教授、オレゴン大学建築科で講義。
1955年、東京大学内に生田建築研究室を開設、設計活動を開始。
1967年、塊建築研究所設立（1972年に生田勉都市建築研究室と改称）。

## 作品
- 栗の木のある家（1956）
- 富士重工業アパートA・B棟
- 方形の家（1957）
- 亀甲の家（1958）
- かねおりの家（1959）
- 牟礼の家（1961）
- 山荘デルタ（1960）
- ぼっこ山荘（1962）
- 五千尺ロッジ
- 佐々木さんの家
- アトリエの二つある家
- つる屋・ローマ
- 青木繁「海の幸」記念碑
- T音楽大学計画
- 新渡戸記念館（1964）青森県十和田市[1]
- 勤労青少年ホーム サンピア（1967）青森県青森市[2]
- EXPO70生活産業部（1969）
- 横浜市緑化センター温室
- 日本近代文学館（1965）
- 近江八幡国民休暇村レクリエーションセンター（1966）

## 著書
- 『栗の木のある家』風信社 1982.7
- 『杳かなる日の 生田勉青春日記 1931～1940』麦書房 1983.7

共編
- 『フランク・ロイド・ライト』天野太郎、樋口清共編 彰国社 1954

### 翻訳
- L.マンフォード『人間の条件』鎌倉書房 1950
- ルイス・マンフォード『技術と文明』全3冊 鎌倉書房 1953-1954
- 『ル・コルビュジエ作品集』スタモ・パパダキ編 美術出版社 1953
- E.カウフマン『近代デザインとは何か?』美術出版社 1953
- L.マンフォード『芸術と技術』岩波新書 1954
  - 『現代文明を考える』講談社学術文庫 1997
- L.マンフォード『都市の文化』森田茂介共訳 丸善 1955
- カウフマン『インテリアデザイナーズ』宮島春樹共訳編 彰国社(近代建築家)1955
- ル・コルビュジエ『伽藍が白かつたとき』樋口清共訳 岩波書店 1957／岩波文庫 2007
- ギーディオン『現代建築の発展』樋口清共訳 みすず書房 1961
- マンフォード『歴史の都市明日の都市』新潮社 1969
- L.マンフォード『都市と人間』横山正共訳 思索社 1972、新版・新思索社 2006
- マンフォード『権力のペンタゴン 機械の神話 第2部』木原武一共訳 河出書房新社 1973
- L.マンフォード『都市の文化』鹿島研究所出版会 1974
- L.マンフォード『解釈と予測 アンソロジー 1922-1972』1-2 樋口清・木原武一共訳 河出書房新社 1975

## 関連人物
- 立原道造
- 宮島春樹
- 樋口清
- 天野太郎
- 原広司